# Belcsény
Belcsény (szerbül Беочин / Beočin) város és község Szerbiában, a Vajdaságban, a Dél-bácskai körzetben.

## Fekvése
Szerémségben, a Duna jobb partján, Újvidéktől 16 km-re délnyugatra, a Tarcal-hegység északi lejtőin fekszik.

## A község települései
Közigazgatásilag Belcsény mellett még hét település tartozik a községhez (zárójelben a szerb nevük áll):
- Bánmonostor (Баноштор / Banoštor)
- Cserög (Черевић / Čerević)
- Dombó (Раковац / Rakovac)
- Garáb (Грабово / Grabovo)
- Lúg (Луг / Lug)
- Szilszeg (Сусек / Susek)
- Sviloš (Свилош)

## Története
Belcsény nevét 1702-ben említették először, ekkor pincészetével kapcsolatban került megemlítésre. A településen a Tarcal hegységben található márgarétegnek, mint a cement ipar alapanyagának felhasználása céljából a 19. század végére több gyár is alakult (Redlich, Ohrenstein, Spitzer-féle). A hegységből kinyerhető márgát először Clark Ádám használta fel a Széchenyi lánchíd megépítéséhez, a híd építéséhez szükséges cementet a Dunán juttatták el Budapestre.
1910-ben 1125 magyar, 523 német, 255 horvát, 1590 szerb lakosa volt, melyből 1765 római katolikus, 314 református, 1604 görögkeleti ortodox volt.
A trianoni békeszerződés előtt Szerém vármegye Újlaki járásához tartozott.

## Népesség

### Demográfiai változások
| 1948 | 1953 | 1961 | 1971 | 1981 | 1991 | 2002 |
| ---- | ---- | ---- | ---- | ---- | ---- | ---- |
| 3639 | 4082 | 5145 | 6563 | 7298 | 7873 | 8058 |

## Gazdaság
Jelentős az 1839-ben alapított cementgyár. Az üzemet 2002-ben vette meg a francia Lafarge cég.

## Nevezetességek
- Spitzer kastély - 1898-ban épült eklektikus stílusban. A kastély 1890-1892 között épült Spitzer Ede cementgyár tulajdonos részére, aki Steindl Imrét kérte fel a kastély megtervezésére.
- Belcsényi pravoszláv kolostor - a Spitzer kastély közelében áll.

## Testvérvárosai
- Battonya, Magyarország
- Nyitranovák, Szlovákia
- Ugljevik, Bosznia-Hercegovina